# Сурков Артем Олегович
Артем Олегович Сурков  (рос. Артём Олегович Сурков; нар. 15 жовтня 1993, Саранськ, Мордовія) — російський борець греко-римського стилю, чемпіон, срібний та дворазовий бронзовий призер чемпіонатів світу, дворазовий чемпіон та бронзовий призер чемпіонатів Європи, чемпіон Європейських ігор, володар та дворазовий срібний призер Кубків світу. Заслужений майстер спорту Росії з греко-римської боротьби.

## Життєпис
Боротьбою почав займатися з 2001 року. У 2009 році став бронзовим призером чемпіонату Європи серед кадетів. У 2013 році завоював срібну медаль чемпіонату Європи серед юніорів. У 2015 році став чемпіоном Європи у віковій групі до 23 років.
Виступає за Спортивний клуб армії, Саранськ та ЦСК ВПС, Москва. Тренери — Віктор Ермошин, Сергій Єгоркін, Віктор Єрмаков. Срібний (2016 — до 66 кг) і бронзовий (2014 — до 66 кг) призер чемпіонатів Росії. У збірній команді Росії з 2014 року.

### Родина
Артем Сурков має брата-близнюка Максима, що теж займається греко-римською боротьбою, однак той, хоч іноді й виступає на різних міжнародних турнірах за Росію, особливих успіхів наразі не досяг.

## Спортивні результати на міжнародних змаганнях

### Виступи на Чемпіонатах світу
| Змагання                        | Збірна | Вагова категорія                 | Місце  |
| ------------------------------- | ------ | -------------------------------- | ------ |
| Чемпіонат світу з боротьби 2015 | Росія  | греко-римська боротьба, до 66 кг | Бронза |
| Чемпіонат світу з боротьби 2017 | Росія  | греко-римська боротьба, до 66 кг | Бронза |
| Чемпіонат світу з боротьби 2018 | Росія  | греко-римська боротьба, до 67 кг | Золото |
| Чемпіонат світу з боротьби 2019 | Росія  | греко-римська боротьба, до 67 кг | Срібло |

### Виступи на Чемпіонатах Європи
| Змагання                         | Збірна | Вагова категорія                 | Місце  |
| -------------------------------- | ------ | -------------------------------- | ------ |
| Чемпіонат Європи з боротьби 2017 | Росія  | греко-римська боротьба, до 66 кг | Золото |
| Чемпіонат Європи з боротьби 2018 | Росія  | греко-римська боротьба, до 67 кг | Золото |
| Чемпіонат Європи з боротьби 2019 | Росія  | греко-римська боротьба, до 67 кг | Бронза |

### Виступи на Європейських іграх
| Змагання              | Збірна | Вагова категорія                 | Місце  |
| --------------------- | ------ | -------------------------------- | ------ |
| Європейські ігри 2015 | Росія  | греко-римська боротьба, до 66 кг | Золото |

### Виступи на Кубках світу
| Змагання                    | Збірна | Вагова категорія                 | Місце  |
| --------------------------- | ------ | -------------------------------- | ------ |
| Кубок світу з боротьби 2014 | Росія  | греко-римська боротьба, до 66 кг | Срібло |
| Кубок світу з боротьби 2015 | Росія  | греко-римська боротьба, до 66 кг | Срібло |
| Кубок світу з боротьби 2017 | Росія  | греко-римська боротьба, до 66 кг | Золото |

### Виступи на інших змаганнях
| Змагання                                         | Збірна | Вагова категорія                        | Місце  |
| ------------------------------------------------ | ------ | --------------------------------------- | ------ |
| Турнір Германа Каре 2012                         | Росія  | греко-римська боротьба, до 60 кг        | Бронза |
| Кубок Хапаранди з боротьби 2013                  | Росія  | греко-римська боротьба, до 66 кг        | Золото |
| Турнір Івана Піддубного 2014                     | Росія  | греко-римська боротьба, до 66 кг        | Бронза |
| Міжнародний турнір Любомира Івановича-Гедзи 2014 | Росія  | греко-римська боротьба, до 66 кг        | Золото |
| Вогні Москви 2014                                | Росія  | греко-римська боротьба, до 66 кг        | Золото |
| Меморіал Олега Караваєва 2014                    | Росія  | греко-римська боротьба, до 66 кг        | Золото |
| Меморіал Олега Караваєва 2015                    | Росія  | греко-римська боротьба, до 66 кг        | Золото |
| Турнір Івана Піддубного 2016                     | Росія  | греко-римська боротьба, до 66 кг        | Срібло |
| Чемпіонат Росії з боротьби 2016                  | Росія  | греко-римська боротьба, до 66 кг        | Срібло |
| Гран-прі Німеччини з боротьби 2016               | Росія  | греко-римська боротьба, до 66 кг        | Срібло |
| Кубок Алроси 2016                                | Росія  | греко-римська боротьба, до Teamevent кг | Золото |
| Кубок Європейських націй з боротьби 2016         | Росія  | команда                                 | Золото |
| Золотий Гран-прі з боротьби 2016                 | Росія  | греко-римська боротьба, до 66 кг        | Золото |
| Кубок Владислава Пітласинські 2017               | Росія  | греко-римська боротьба, до 66 кг        | Золото |
| Кубок Алроси 2017                                | Росія  | команда                                 | Золото |
| Клубний чемпіонат світу з боротьби 2017          | Росія  | команда                                 | Золото |
| Турнір Івана Піддубного 2018                     | Росія  | греко-римська боротьба, до 67 кг        | Золото |
| Меморіал Кристьяна Палусалу 2018                 | Росія  | греко-римська боротьба, до 67 кг        | Золото |
| Міжнародний турнір Любомира Івановича-Гедзи 2018 | Росія  | греко-римська боротьба, до 67 кг        | Золото |
| Турнір Дана Колова — Николи Петрова 2019         | Росія  | греко-римська боротьба, до 67 кг        | Срібло |
| Гран-прі Німеччини з боротьби 2019               | Росія  | греко-римська боротьба, до 67 кг        | Срібло |
| Всесвітні ігри військовослужбовців 2019          | Росія  | греко-римська боротьба, до 67 кг        | Срібло |
| Кубок Алроси 2019                                | Росія  | команда                                 | Золото |

### Виступи на змаганнях молодших вікових груп
| Змагання                                       | Збірна | Вагова категорія                 | Місце  |
| ---------------------------------------------- | ------ | -------------------------------- | ------ |
| Чемпіонат Європи з боротьби серед кадетів 2009 | Росія  | греко-римська боротьба, до 46 кг | Бронза |
| Чемпіонат Європи з боротьби серед юніорів 2013 | Росія  | греко-римська боротьба, до 66 кг | Срібло |
| Чемпіонат Європи з боротьби до 23 років 2015   | Росія  | греко-римська боротьба, до 66 кг | Золото |